# Deutsches Meisterschaftsrudern 2008
Das 119. Deutsche Meisterschaftsrudern wurde 2008 in Brandenburg an der Havel und Eschwege ausgetragen. In 17 Bootsklassen wurden Medaillen vergeben, davon zehn bei den Männern und sieben bei den Frauen.

## Medaillengewinner

### Männer
| Bootsklasse                           | Gold | Silber | Bronze |
| ------------------------------------- | --- | --- | --- |
| Einer                                 | Marcel Hacker (Frankfurter RG Germania) | René Bertram (RC Magdeburg) | Stephan Krüger (ORC Rostock von 1956) |
| Doppelzweier                          | RG Wiking Berlin Jakob Groß Stefan Massanz | Frankfurter RG Germania Sascha Robertson Michael Wieler | RV Esslingen Andreas Mewes Sören Freisler |
| Zweier ohne Steuermann                | Rgm. Mainzer RV von 1878 / Crefelder RC 1883 Sebastian-Mathias Schmidt Jochen Urban                                                                                     | Hallesche Rvg. Böllberg-Nelson Philipp Naruhn Florian Eichner | Rgm. Ratzeburger RC / ORC Rostock von 1956 Florian Mennigen Matthias Flach                                                                                |
| Doppelvierer                          | RC Favorite Hammonia Hamburg Torben Weichaus Holger Schlünzen Daniel Makowski Sönke Osmann                                                                              | RC Witten Mirco Rolf Tim Schütze Jonas Moll Simon Faissner | RV Weser Hameln Christoph Mader Lennart Hawranke Jan Jedamski Torben Jedamski                                                                             |
| Vierer ohne Steuermann                | Der Hamburger und Germania RC Bastian Seibt Ole Rückbrodt Martin Rückbrodt Johann-Sebastian Diemann                                                                     | Keine weiteren Boote am Start. | Keine weiteren Boote am Start. |
| Achter                                | Berliner Ruder-Club Olaf Beckmann Jonas Schützeberg Anton Braun Johannes-Maria Galandi Markus Kuffner Lars-Hendrik Lübbert Eric Knittel Robert Sens Martin Sauer (Stm.) | Der Hamburger und Germania RC Bastian Seibt Fabian Feldhaus Kay Rückbrodt Ole Rückbrodt Andreas Clausen Richard Nagel Martin Rückbrodt Johann-Sebastian Diemann Malte Wiechens (Stm.) | Crefelder RC 1883 Marc Benger Robert Schneider Andreas Baloghy Dirk Marterer Lars Henning Jochen Urban Thorsten Hütz Matthias Simons Kristin Heume (Stf.) |
| Leichtgewichts-Einer                  | Manuel Brehmer (RU Arkona Berlin) | Jonathan Koch (Gießener RG 1877) | Lars Wichert (RC Allemannia von 1866 Hamburg) |
| Leichtgewichts-Doppelzweier           | Crefelder RC 1883 Moritz Koch Christoph Schregel | RC Allemannia von 1866 Hamburg Arne Falkenhorst Lars Wichert | RV Kurhessen-Cassel Maik Feldmann Jens Gerlach |
| Leichtgewichts-Zweier ohne Steuermann | Rgm. Der Hamburger und Germania RC / Potsdamer RC Germania Ole Rückbrodt Joel El-Qalqili                                                                                | Rgm. RC Havel Brandenburg / Schweriner RG von 1874/75 Axel Kort Max Röger | Rgm. Gießener RG 1877 / RC Germania Düsseldorf Samuel Garten Robby Gerhardt                                                                               |
| Leichtgewichts-Vierer ohne Steuermann | RV Saarbrücken Tim Ferl Tobias Franzmann Jochen Kühner Martin Kühner | RG Wiking Berlin Arne Seelig Carsten Borchardt Phillip Vogel Marko Johann | RC Favorite Hammonia Hamburg Moritz Baur Daniel Freistedt Lennart Dörwald Moritz Radtke                                                                   |

### Frauen
| Bootsklasse                 | Gold                                                                               | Silber                                                                               | Bronze                                                                        |
| --------------------------- | ---------------------------------------------------------------------------------- | ------------------------------------------------------------------------------------ | ----------------------------------------------------------------------------- |
| Einer                       | Britta Oppelt (RV Hellas-Titania Berlin)                                           | Annekatrin Thiele (RG Wiking Leipzig)                                                | Christiane Huth (Potsdamer RG)                                                |
| Doppelzweier                | Heilbronner RG Schwaben Carina Bär Katrin Reinert                                  | Osnabrücker RV Katharina Harms Maren Stallkamp                                       | Frankfurter RG Germania Kaja Brecht Katrin Thoma                              |
| Zweier ohne Steuerfrau      | Rgm. RV Saarbrücken / RG Hansa Hamburg Lenka Wech Maren Derlien                    | Rgm. RC Westfalen Herdecke / RV Ems-Jade-Weser Christina Hennings Nadine Schmutzler  | Rgm. RV Saarbrücken / Frauen-RC Wannsee Berlin Nina Wengert Magdalena Schmude |
| Doppelvierer                | Mainzer RV von 1878 Lea-Katlen Kühne Barbara Karches Clara Karches Charlotte Arand | RG Hansa Hamburg Anja Fölsch Katharina von Kodolitsch Claudia Schad Johanna Rönfeldt | Keine weiteren Boote am Start.                                                |
| Vierer ohne Steuerfrau      | Crefelder RC 1883 Melanie Staelberg Lisa Schmidla Theresa Hülsmann Johanna Davids  | Keine weiteren Boote am Start.                                                       | Keine weiteren Boote am Start.                                                |
| Leichtgewichts-Einer        | Marie-Louise Dräger (ORC Rostock von 1956)                                         | Berit Carow (RG Hansa Hamburg)                                                       | Anja Noske (RV Saarbrücken)                                                   |
| Leichtgewichts-Doppelzweier | Frankfurter RG Germania Kaja Brecht Katrin Thoma                                   | Keine weiteren Boote am Start.                                                       | Keine weiteren Boote am Start.                                                |